# Черемних Віра Миколаївна
Ві́ра Микола́ївна Черемни́х (народилася 28 лютого 1948 в селі Дерсове Тельманівського району Донецької області) — українська журналістка, редактор. Заслужений журналіст України.

## Життєпис
Закінчила Донецький кооперативний технікум, факультет економіки (1966), Ростовський університет, факультет журналістики (1973).
Працювала: економіст на металургійному комбінаті ім. Ілліча в м. Маріуполь; у редакції маріупольської міської газети, де обіймала посади від кореспондента до директора — головного редактора створеного нею на базі редакції та друкарні підприємства — акціонерного товариства «Газета „Приазовский рабочий“», яке випускає декілька власних видань, друкує періодику, займається розповсюдженням.
З 2003 — у Києві. Поновила щомісячний вихід часопису «Журналіст України», головним редактором якого була по 2015 рік. Працювала паралельно в новому фінансовому виданні, яке спеціалізується на висвітленні банківської діяльності, фондового ринку, страхування, нерухомості та персональних фінансів; редактор газети «Финансы для всех» (всеукраїнський щотижневик).

## Громадсько-політична діяльність
Членкиня НСЖУ з 1972 р., була також секретарем НСЖУ. Членкиня журі творчих конкурсів НСЖУ, серед них  — «Інформаційна передова-2022» в номінації «Краща журналістська робота».
Двічі обиралася депутатом Донецької облради.

## Сфера інтересів
Економіка, політика, інформаційна сфера.

## Відзнаки
- Орден княгині Ольги ІІ ст. (2009) і III ст. (2003)
- Почесне звання «Заслужений журналіст України»
- Почесні грамоти Президента України, Верховної Ради України, Кабінету Міністрів України